# Budžet
Budžet (od lat. bulga "kožnata torba", kojoj je riječi korijen navodno galski), u starofrancuskom bougette, prenesena u obliku budget u Englesku, gdje je u parlamentarnoj terminologiji označivala onu kožnatu torbu, u kojoj je ministar financija imao zakonski prijedlog o državnim financijama. U tom se smislu spominje prvi put 1760. godine, pa je koncem 18. st. u tom obliku i značenju prešla opet u Francusku i raširila se po Europi. 
U kulturnom svijetu znači danas onaj dokumenat, u kojem su sadržani podatci o državnim prihodima i rashodima zajedno s ovlaštenjem
za vladu, da smije vršiti prihode i rashode, dakle zajedno s financijskim zakonom. U nekim se državama taj međunarodni izraz službeno upotrebljava, a u drugima ga nadomještava narodni izraz: kod nas proračun, u Italiji bilancio dello Stato, u Njemačkoj Haushaltplan. U Engleskoj se pod budžetom razumijeva ekspoze ministra financija (budget statement, budget speech).

## Budžet u ekonomiji
Budžet je plan (ili procjena) prihoda i troškova za određeno razdoblje u budućnosti. U uravnoteženom budžetu prihodi i rashodi su jednaki.
Budžet je proračun očekivanih prihoda i rashoda u nekoj državi, poduzeću, ustanovi, kućanstvu itd.

### Budžetski pravac
Budžetski pravac prikazuje kombinacije dobara koje se mogu kupiti uz zadani dohodak.